# Michael Pascher

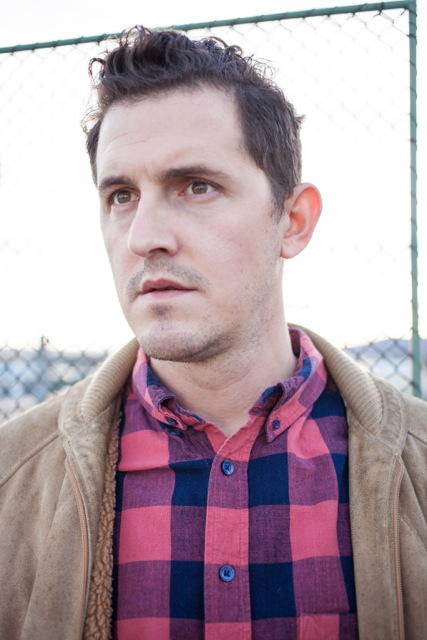
Michael Pascher

Michael Pascher (* 1. September 1979 in Zams/Tirol) ist ein österreichischer Schauspieler.

## Leben und Wirken
Michael Pascher absolvierte von 2000 bis 2004 das Max-Reinhardt-Seminar.
Schon während seiner Ausbildungszeit machte er erste Bühnenerfahrungen, etwa in Marieluise Fleißers Fegefeuer in Ingolstadt, im Millers Tod eines Handlungsreisenden und Horváths Geschichten aus dem Wiener Wald.
Für seine schauspielerische Leistung in Felix Mitterers Drama Die Geierwally bei den Luisenburg-Festspielen erhielt er 2005 von der Kritiker-Jury den Nachwuchspreis der Stadt Wunsiedel im Fichtelgebirge.
Auch in zahlreichen TV-Produktionen von ORF, ARD und SAT.1 war Pascher schon zu sehen. Seit 2010 gehört er zum Team Die Bergretter.
Michael Pascher lebt in Wien.

## Theater (Auswahl)
- 2003: Fegefeuer in Ingolstadt
- 2003: Das Sparschwein (Kulturgasthaus Bierstindl Innsbruck)
- 2003: Morgens ist es am schlimmsten
- 2003: Auf hoher See, Regie: Johannes von Matuschka
- 2003: Zwei Herren aus Verona, Regie: Paul Burian
- 2003: Nur eine Scheibe Brot, Regie: Anne Jahn
- 2003: Geschichten aus dem Wiener Wald
- 2003: Prinz Friedrich von Homburg (Seminar)
- 2004: Tragödie Camique, Regie: Dora Schneider
- 2005: Die Geyerwally, Regie: Michael Lerchenberg (Luisenburg-Festspiele Wunsiedel)
- 2010: 33 Variationen, Regie: Frank Matthus (Tournee Theater Landgraf)
- 2011: Die Räuber, Regie: S. Weber (Tiroler Volksschauspiele Telfs)

## Filmografie (Auswahl)
- 2003: Auf Wolke 7
- 2004: Die Schrift des Freundes
- 2004: 11er Haus
- 2004: Vier Frauen und ein Todesfall (Fernsehserie, Folge Warm abtragen)
- 2005: Merry Christmas
- 2006: Tom Turbo (Fernsehserie, 10 Folgen)
- 2006: SOKO Donau (Fernsehserie, Folge Blind vor Liebe)
- 2007: Ein halbes Leben
- 2007: Mitten im 8en (Fernsehserie, 32 Folgen)
- 2008: Der Knochenmann
- 2009: SOKO Kitzbühel (Fernsehserie, Folge Restrisiko)
- 2009: Oh Shit!
- 2010: Schnell ermittelt (Fernsehserie, Folge Markus Brückner)
- 2010: SOKO Donau (Fernsehserie, Folge Nina, 16, vermisst)
- 2010: Tatort: Lohn der Arbeit
- 2010: Das Glück dieser Erde (Fernsehserie, 2 Folgen)
- seit 2010: Die Bergretter
- 2012: Unter Umständen verliebt
- 2012: Es kommt noch dicker (Fernsehserie, Folge Die Verwandlung)
- 2013: Die Mamba
- 2013: CopStories (Fernsehserie, Folge Kinderspül)
- 2013: Wir haben gar kein Trauschein
- 2013: Inga Lindström – Das Geheimnis von Gripsholm
- 2016: SOKO Donau (Fernsehserie, Folge Der dritte Mann)
- 2017: Stadtkomödie – Herrgott für Anfänger
- 2019: SOKO Donau (Fernsehserie, Folge Der Geist)
- 2019: SOKO Kitzbühel (Fernsehserie, Folge Die falschen Fremden)
- 2022: SOKO Linz (Fernsehserie, Folge Wir kennen dich)
- 2022: Zwölferleitn
- 2024: SOKO Wien (Fernsehserie, Folge (K)eine schöne Leiche)

## Auszeichnungen
- 2005: Nachwuchspreis der Festspielstadt Wunsiedel[4]